# Wai Bing
Wai Bing (chino: 外丙) (siglo XVII a.  C.) fue un rey de China de la dinastía Shang.
En las Memorias históricas, Sima Qian le ha registrado como el segundo rey Shang, sucediendo a su padre, Shang Tang (chino: 汤), tras la temprana muerte de su hermano mayor Tai Ding. Fue entronizado en el año de Yihai (chino: 乙亥), con Yi Yin como primer ministro, y Bo (chino: 亳) como su capital.
Gobernó alrededor de 2 años antes de su muerte. Se le dio el nombre póstumo de Wai Bing, y fue sucedido por su hermano menor, Zhong Ren.
Unas inscripciones sobre huesos oraculares encontradas en Yinxu, dan otra versión alternativa. Según éstas, sería el cuarto rey Shang, el segundo hijo de Tai Ding, y se le dio el nombre póstumo de "Bu Bing" (chino:卜丙), siendo sucedido por Tai Geng.